# Tomáš Rezek
Tomáš Rezek (Pardubice, 9 maggio 1984) è un calciatore ceco, centrocampista del Vysoké Mýto.